# Dieter Kienast
Dieter Alfred Kienast (* 30. Oktober 1945 in Zollikon; † 23. Dezember 1998 in Zürich) war ein Schweizer Landschaftsarchitekt und Universitätsprofessor, der die europäische Landschaftsarchitektur entscheidend beeinflusste.

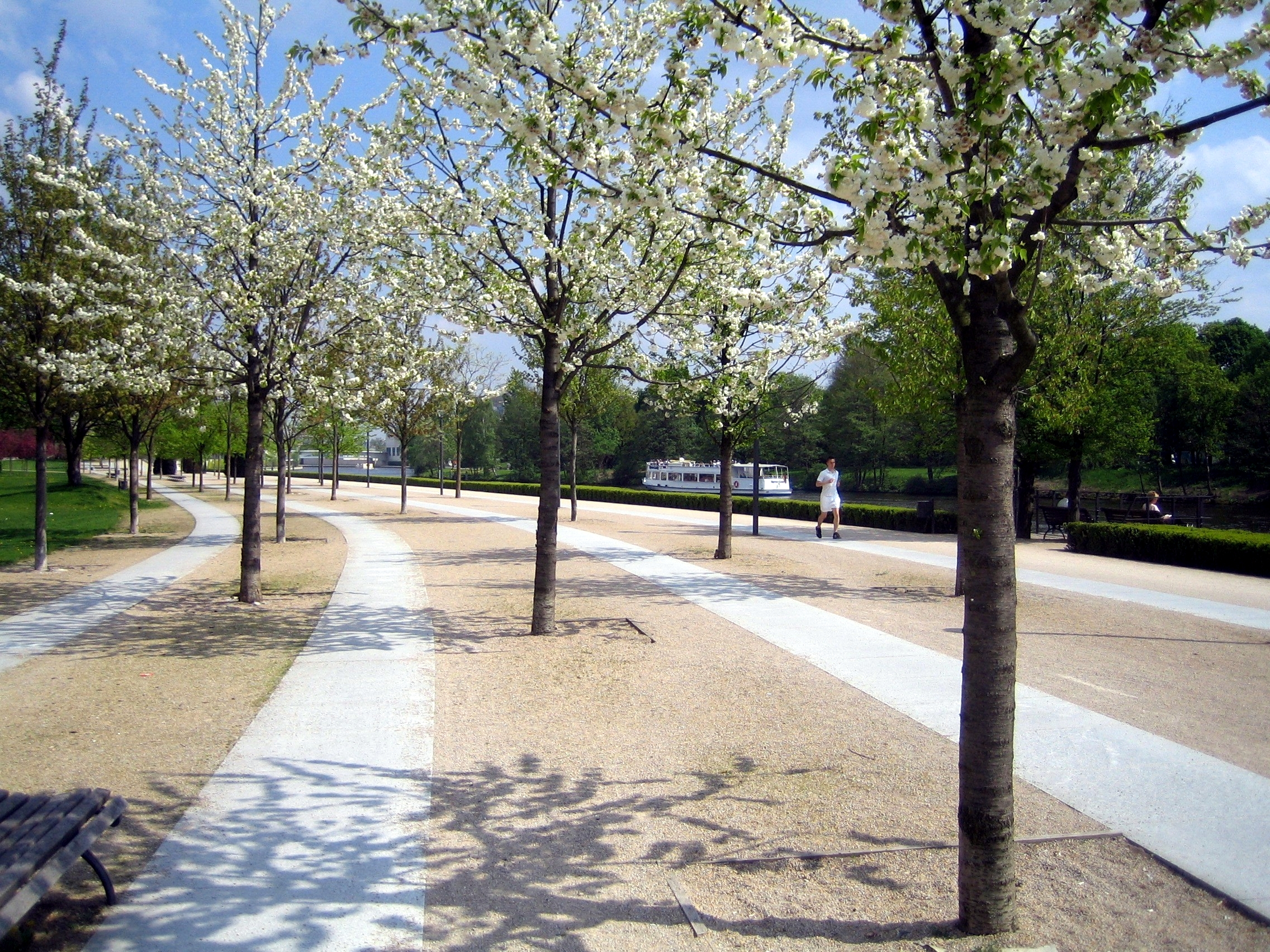
Moabiter Werder in Berlin

## Werdegang
Dieter Kienast wuchs als Sohn von Elisabeth und Heinrich Kienast-Sommerauer in deren Gärtnerei in Zürich auf. Nach der Schulzeit in Zürich absolvierte er bei den Gebrüdern Hottinger von 1962 bis 1965 eine Gärtnerlehre in Zürich. Kienast praktizierte bei Albert Zulauf in Baden (1966–1967) und bei Fred Eicher in Zürich (1969–1970). Nach dem Beginn des Landschaftsarchitekturstudiums an der TU München-Weihenstephan studierte er zwischen 1971 und 1975 an der Gesamthochschule Kassel, u. a. bei Günther Grzimek, Peter Latz, Lucius Burckhardt und Karl Heinrich Hülbusch. 1978 promovierte er mit einem pflanzensoziologischen Thema zur Ruderalvegetation in Städten bei Karl Heinrich Hülbusch und wurde Mitinhaber des Planungsbüros Stöckli Kienast & Koeppel Landschaftsarchitekten in Zürich und Wettingen. Von 1981 bis 1985 war er fachtechnischer Leiter des Botanischen Gartens in Brüglingen bei Basel. 1995 gründete er zusammen mit Günther Vogt das Büro Kienast Vogt Partner Landschaftsarchitekten in Zürich und Bern. 1998 verstarb der Landschaftsarchitekt in Zürich an einem Krebsleiden.
Kienast lehrte am Interkantonalen Technikum Rapperswil (1980–1991), der ETH Zürich (1985–1997, 1997–1998) und an der Universität Karlsruhe (1992–1997). Der Tunesische Landschaftsarchitekt Henri Bava trat die Nachfolge von Kienast an der Universität Karlsruhe und Christophe Girot die Nachfolge von Kienast an der ETH Zürich an.

## Würdigung
Kienast zählte nicht zuletzt durch seine Zusammenarbeit mit den führenden Schweizer Architekten seiner Zeit (Diener & Diener; Herzog & de Meuron; Gigon Guyer; Meili, Peter; Helmut Federle; Karljosef Schattner) zu den renommiertesten Landschaftsarchitekten Europas der 1990er Jahre und erlangte mit zahlreichen Parks und Gärten architektonischer Prägung sowie durch seine rege Publikationstätigkeit, internationales Ansehen. Zu den wichtigsten Inspirationsquellen zählten für ihn nicht nur die abstrakten Kunstwerke des Minimalismus, besonders jene von Donald Judd, Carl Andre, Sol LeWitt und Richard Long, sondern auch die amerikanische Land Art und die Schweizer Landschaftsarchitektur von Ernst Cramer und Fred Eicher. Die gekonnte Kombination von architektonischen und landschaftlichen Elementen, ästhetischen und ökologischen Konzeptionen prägt die besondere Ausdruckskraft von Kienasts Gärten, Parks und Plätzen.
Kienasts Projekte für die Expo 2000 in Hannover, die Masoalahalle im Zoo Zürich, die Internationale Gartenschau in Graz 2000 und die Tate Modern Gallery in London zählen zu den international bekanntesten Werken der Landschaftsarchitektur.
Der Nachlass von Dieter Kienast wird im Archiv des Instituts für Geschichte und Theorie der Architektur (gta) der ETH Zürich aufbewahrt.

## Werk
- 1982: Stadtpark, Wettingen
- 1987–1993: Stadtpark, St. Gallen

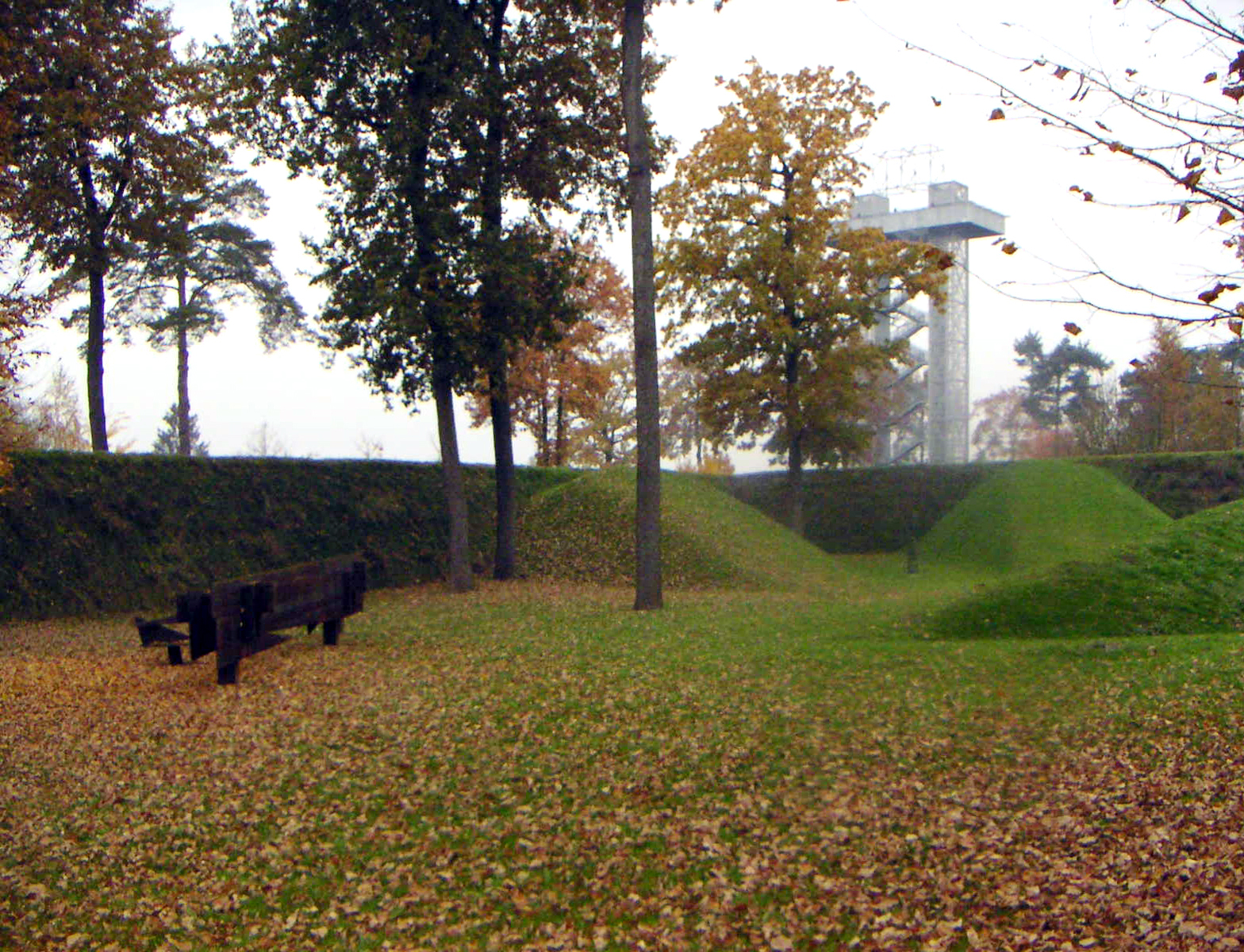
Internationale Gartenschau 2000 Steiermark, Graz

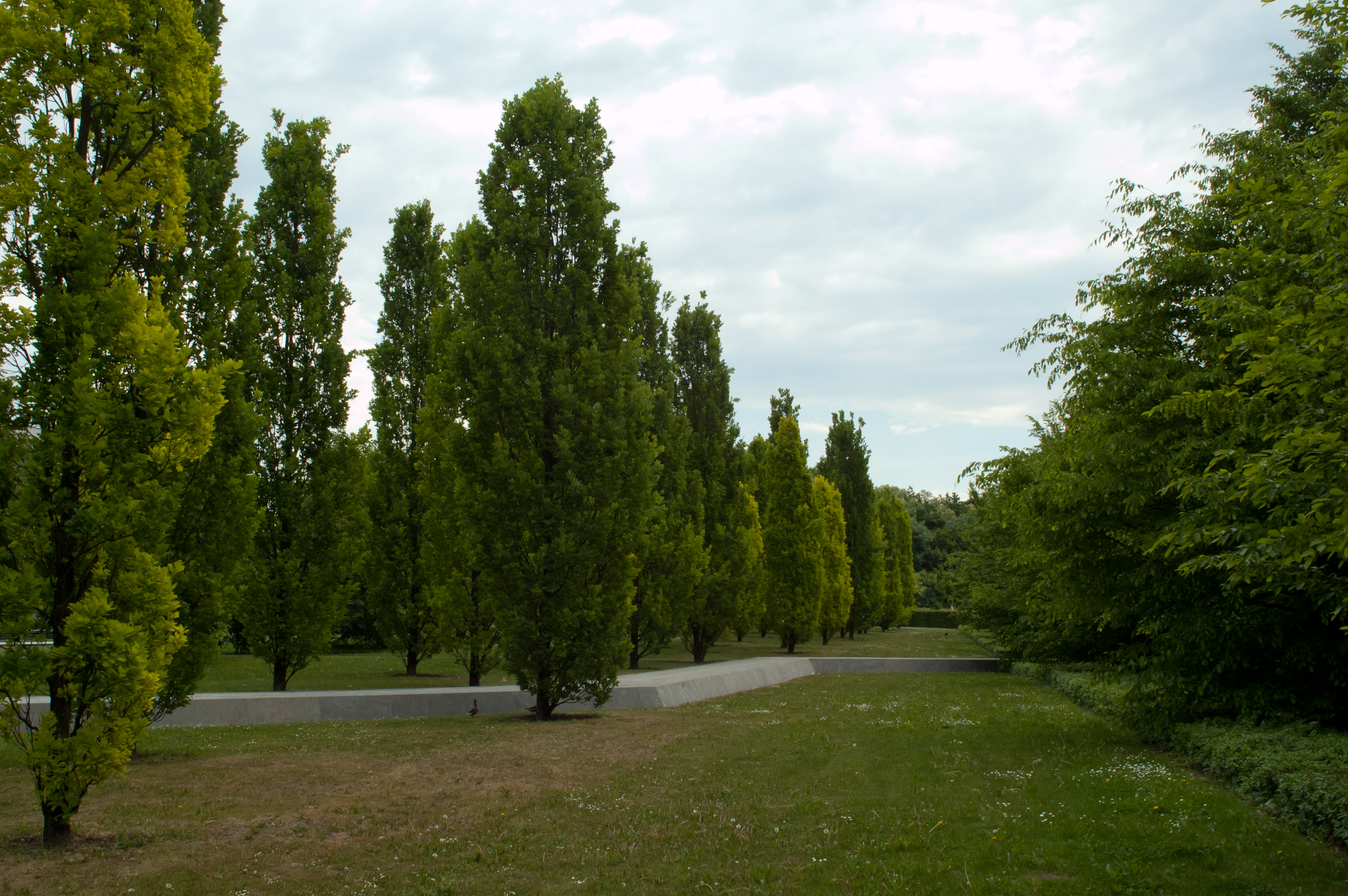
Park am Bundesarbeitsgericht, Erfurt (Aufnahme 2011)

- 1991: École cantonale de langue française, Bern
- 1995: Hotel Zürichberg, Zürich
- um 1990: Erweiterung des Günthersburgparks, Frankfurt
- 1994–1996: Wallmeisterhaus, Ulm mit Karljosef Schattner und Wilhelm Huber
- 1994–1997: Kurpark, Bad Münder
- 1995–1997: Zentrum für Kunst und Medientechnologie ZKM, Karlsruhe
- 1996–1999: Park des Bundesarbeitsgerichts, Erfurt[3]
- 2000: Gartenanlage der Schweizerischen Botschaft, Berlin mit Diener & Diener und Helmut Federle
- 1997–2000: Internationale Gartenschau 2000 Steiermark, Graz
- 1994–2000: Masoala-Halle im Zoo, Zürich
- 1995–2000: EXPO 2000 und Messegelände, Hannover
- 1995–2000: Aussenanlagen der Tate Modern Gallery, London
- 2000–2001: Park auf dem Bundespräsidenten-Dreieck, Berlin
- 2000–2002: Park auf dem Moabiter Werder, Berlin

## Zitate
- „Der Garten ist der letzte Luxus unserer Tage, denn er fordert das, was in unserer Gesellschaft am kostbarsten geworden ist: Zeit, Zuwendung und Raum.“[4]
- „Die Theorie gehört zum intellektuellen Teil unserer Arbeit. Wenn es nur darum geht, schöne Förmchen zu backen, brauche ich natürlich keine Theorie.“[5]
- „Unsere Arbeit ist die Suche nach einer Natur der Stadt, deren Farbe nicht nur grün, sondern auch grau ist. Natur der Stadt heißt Baum, Hecke, Rasen, aber auch wasserdurchlässiger Belag, weiter Platz, strenger Kanal, hohe Mauer, offen gehaltene Frischluft- oder Sichtachse, das Zentrum und der Rand.“[5]

## Ehemalige Assistenten und Mitarbeiter
- Guido Hager
- Maurus Schifferli
- Günther Vogt
- Udo Weilacher

## Filmografie
- 2011: Wettingen Park, Dieter Kienast[6]
- 2019: Dieter Kienast[7]

## Schriften (Auswahl)
- Die spontane Vegetation der Stadt Kassel. (Dissertation) Urbs et Regio, Kassel 1978, ISBN 3-88122-037-2.
- Kienast Gärten Gardens. Birkhäuser, Basel/Berlin/Boston 1997, ISBN 3-7643-5609-X.